# GESAMP
Le 'Groupe mixte d'experts sur les aspects scientifiques de la protection du milieu marin (ou GESAMP ; acronyme de en anglais : Group of Experts on the Scientific Aspects of Marine Environmental Protection est un organe consultatif des Nations unies (ONU), dédié aux aspects scientifiques de la protection de l'environnement marin. Il fournit des avis scientifiques aux organisations et aux gouvernements sur l'environnement maritime, sous l’égide de  l’Organisation maritime internationale (OMI, qui œuvre elle-même sous l’égide de l'Organisation des Nations unies sur les questions maritimes). 

Son siège se situe à Londres.

## Histoire
Le Gesamp a été fondé en 1969 (10 ans après l'OMI) par l'ONU. Il a fêté son 50ème anniversaire en 2019.
Il est aujourd'hui conjointement parrainé par neuf organisations de l'ONU concernées par l'environnement marin. Toute peuvent utiliser le GESAMP comme lieu et mécanisme de coordination et de collaboration entre eux. Depuis 1969, il a fourni des avis scientifiques, entre autres, aux Nations unies et à l'Organisation maritime internationale. Il a joué un rôle important dans l'élaboration de conventions sur la pollution maritime et la protection de l'environnement. 
Le GESAMP entretient actuellement des relations de travail avec l'OMI, la FAO, l'UNESCO, l'OMM (depuis 1968), l'AIEA (depuis 1969), les Nations unies (depuis 1971), le PNUE (depuis 1977), l'ONUDI (depuis 2006) et le PNUD (depuis 2010). Le GESAMP stimule aussi la publication dans la littérature scientifique.
L'annexe II de la Convention internationale pour la prévention de la pollution par les navires (MARPOL) contient une liste des produits chimiques pouvant être transportés en vrac. 

Depuis 1974, le GESAMP étudie le degré de dangerosité des nouveaux produits chimiques pour l'environnement marin pour déterminer s'ils peuvent être ajoutés à la liste. 

Le GESAMP étudie aussi de nouvelles substances ou organismes susceptibles d'être présentes dans les eaux de ballast, dans le cadre de la Convention pour la gestion des eaux de ballast. 

Il produit régulièrement de nouvelles études (par exemple sur les microplastiques dans l'océan, les modèles de biodiversité maritime...).

## Missions
Le GESAMP est un groupe d'experts indépendants, qui conduit ou appuie des évaluations ou études approfondies de l'environnement marin.  Il produit des analyses et avis sur des sujets précis, et d'identifier les questions émergentes et prospectives. 
Les organisations et les gouvernements font appel au GESAMP quand ils ont besoin d'informations ou de conseils pour élaborer ou coordonner des lois et des conventions, par exemple pour la Convention internationale pour la prévention de la pollution par les navires (MARPOL). 
L'UNESCO ou les Nations unies l'utilisent pour cartographier des problèmes spécifiques liés à l'environnement maritime (ex : Contamination du milieu marin par les plastiques, dégradation mondiale des récifs coralliens...).

### Ses domaines de travail sont
- Océanographie chimique et géochimie maritime
- Géologie marine
- Océanographie physique
- Océanographie biologique
- Biologie marine / écologie marine
- Pollution marine / gestion des déchets en mer
- Écotoxicologie
- Évaluation des risques et communication
- Interactions air-mer / Sciences de l'atmosphère
- Géomorphologie des littoraux
- Ingénierie (offshore)
- Gestion côtière
- Évaluation et surveillance de l'impact environnemental
- Économie de l'environnement et des ressources
- pêche / aquaculture
- Réglementation maritime / politique institutionnelle
- droit international de l'environnement/droit maritime
- Santé publique, santé environnementale

## Composition
Le GESAMP se compose de 16 experts de disciplines différentes, agissant indépendamment, en général via des groupes de travail dédiés. D'autres experts associés du réseau du GESAMP, y interviennent selon les besoins. 

## Gouvernance, fonctionnement
Le GESAMP est piloté par un Comité Exécutif composé d'un Secrétaire Technique (représentant) de chaque Organisation Sponsor, du Président et du Vice-Président.
Le Comité exécutif est présidé par un secrétaire administratif, actuellement directeur de la Division du milieu marin (OMI), l'organisation qui héberge le bureau du GESAMP. Le bureau du GESAMP est responsable de l'administration et de la gestion au nom de toutes les organisations de parrainage. Le secrétaire administratif dirige les travaux du bureau du GESAMP et représente les organisations de parrainage au besoin.
Les principales fonctions du Comité exécutif sont de planifier et d'approuver le budget et le plan de travail du GESAMP, de sélectionner les membres du GESAMP parmi le pool d'experts, de proposer des ordres du jour provisoires pour les sessions du GESAMP et d'adopter le mandat de ses groupes de travail.
Pour plus d'informations sur les activités des organisations de parrainage au cours de la dernière année, veuillez cliquer ici.
Les études du GESAMP sont faites via des groupes de travail ad hoc, dont les membres viennent du réseau GESAMP de scientifiques, d'universités et de laboratoires et instituts de recherche. 
Une fois vérifiées et approuvées, ces études sont publiées et présentées lors de conférences scientifiques et de réunions internationales.